# Яблоново-Поморске
Яблоново-Поморске (пол. Jabłonowo Pomorskie, нем. Goßlershausen)  —  город  в Польше, входит в Куявско-Поморское воеводство,  Бродницкий повят.  Имеет статус городско-сельской гмины. Занимает площадь 3,28 км². Население 3645 человек (на 2004 год).

## История
От имения Яблоново получил название польский княжеский род Яблоновских.